# Rens Waters
Laurentius Bernardus Franciscus Maria Waters (Rens) (Geldrop, 1959) is een Nederlandse sterrenkundige en sinds 2020 hoogleraar Moleculaire astrochemie en exoplaneten aan de Radboud Universiteit in Nijmegen. Tussen 2010 en 2018 was hij wetenschappelijk en algemeen directeur bij SRON. 

## Opleiding en carrière
Rens Waters studeerde sterrenkunde aan de Universiteit Utrecht. Hij promoveerde in 1987 in Utrecht op onderzoek aan sterren die tien tot honderdmaal groter zijn dan de zon en die veel gas uitstoten. Zijn promotor was Henny Lamers en de titel van zijn proefschrift Dusty disks around young stars.
Na zijn promotie deed hij onder andere onderzoek aan de University of Western Ontario in Canada. Van 2010 tot 2018 was Waters wetenschappelijk en algemeen directeur van het onderzoeksinstituut SRON, het Netherlands Institute for Space Research. Daarnaast was hij onder andere als deeltijdhoogleraar verbonden aan de Universiteit van Amsterdam en als adjunct-professor aan de Katholieke Universiteit Leuven. In 2020 benoemde de Radboud Universiteit Waters tot voltijdshoogleraar.

## Onderzoek
Rens Waters bestudeert hoe sterren en planetenstelsels ontstaan. Hij bestudeert onder andere de stofschijven rond sterren. In die stofschijven klontert gruis samen tot planetesimalen en vervolgens tot protoplaneten en exoplaneten. Bij het samenklonteren spelen waterdamp en ijs een rol. Om die moleculen te bestuderen, gebruikte Waters onder andere infraroodtelescopen zoals de ruimtetelescoop Herschel. Voor het onderzoek naar stofschijven bij exoplaneten gebruikt hij onder andere het SPHERE-instrument op de Very Large Telescope in Chili.

## Prijzen en onderscheidingen
- 2008 Lid van de Koninklijke Nederlandse Akademie van Wetenschappen[3]
- 2011 Lezing bij Lowlands University "A star is born" [4]